# Smolec (gmina)
Smolec – dawna gmina wiejska istniejąca w latach 1945–1954 w woj. wrocławskim (dzisiejsze woj. dolnośląskie). Siedzibą władz gminy był Smolec.
Gmina Smolec powstała po II wojnie światowej na terenie tzw. Ziem Odzyskanych (tzw. II okręg administracyjny – Dolny Śląsk). 28 czerwca 1946 gmina – jako jednostka administracyjna powiatu wrocławskiego – weszła w skład nowo utworzonego woj. wrocławskiego.
1 stycznia 1951 z gminy Smolec wyłączono gromady Oporów, Klecina i Muchobór Wielki, włączając je do miasta Wrocławia. Wieś Karncza Góra w gromadzie Strachowice zlikwidowano z powodu planów powiększenia wojskowego lotniska na Strachowicach, leżącego w bezpośrednim sąsiedztwie wsi.
Według stanu z 1 lipca 1952 gmina składała się z 18 gromad: Cesarzowice, Gądów, Jarnołtów, Jerzmanowo, Kębłowice, Krzeptów, Małkowice, Mokronos Górny, Nowa Wieś Wrocławska, Osiniec, Pietrzykowice, Romnów, Rybnica, Samotwór, Skałka, Smolec, Strachowice i Zabrodzie.
Gmina została zniesiona 29 września 1954 wraz z reformą wprowadzającą gromady w miejsce gmin. Jednostki nie przywrócono 1 stycznia 1973 wraz z kolejną reformą reaktywującą gminy.